# Alchan-Kala
Alchan-Kala (russisch Алха́н-Кала́; tschetschenisch Іалхан-ГІала) ist ein Dorf (selo) in der Republik Tschetschenien in Russland mit 11.415 Einwohnern (Stand 14. Oktober 2010).

## Geographie
Der Ort liegt am Nordrand des Großen Kaukasus etwa 15 km Luftlinie südwestlich des Zentrums der Republikhauptstadt Grosny am linken Ufer der Sunscha gegenüber der Einmündung des Gechi.
Alchan-Kala gehört zum Rajons Grosnenski, dessen Verwaltungssitz sich ebenfalls im nicht selbst zum Rajon gehörenden Grosny befindet. Das Dorf ist Sitz und einzige Ortschaft der Landgemeinde Alchan-Kalinskoje selskoje posselenije.

## Geschichte
Der Ort entstand 1851 als kosakische Staniza und wurde zunächst nach dem an anderen Sunschaufer gelegenen tschetschenischen Aul Alchan-Jurt als Alchanjurtowskaja bezeichnet. Wenig später erfolgte die Umbenennung in Jermolowskaja, nach dem russischen General Alexei Jermolow (1777–1861), der zeitweise Oberbefehlshaber im Kaukasuskrieg von 1817 bis 1864 war. Nach 1917 erhielt der Ort offiziell den heutigen, tschetschenisch-russifizierten Namen (mit kala von tschetschenisch гІала für Stadt, im Gegensatz zu Alchan-Jurt mit jurt für Dorf). Die alte Bezeichnung, meist in der Form Jermolowka, war noch lange insbesondere unter den russischen Einwohnern inoffiziell in Gebrauch.
In der Periode der Deportation der tschetschenischen Bevölkerung von 1944 bis 1957 trug das Dorf den russischen Namen Meschdugorje.

### Bevölkerungsentwicklung
| Jahr | Einwohner |
| ---- | --------- |
| 1970 | 8.261     |
| 1979 | 10.208    |
| 2002 | 10.146    |
| 2010 | 11.415    |

Anmerkung: Volkszählungsdaten

## Verkehr
Gut 4 km südlich von Alchan-Kala führt die föderale Fernstraße R217 Kawkas (ehemals M29) vorbei, die von Pawlowskaja in der Region Krasnodar entlang dem Kaukasusnordrand zur aserbaidschanischen Grenze verläuft, nördlich am Ort vorbei die Regionalstraße entlang dem linken Sunschaufer von Grosny über Samaschki nach Sernowodskoje. Durch Alchan-Kala führt eine Querverbindung zwischen den beiden Straßen, die dort die Sunscha kreuzt.
Beim Ort befand sich bei Streckenkilometer 2109 (ab Moskau) die Bahnstation Jermolowski an der 1894 eröffneten Eisenbahnstrecke Beslan – Grosny – Gudermes. Deren Abschnitt Slepzowskaja (bei Sunscha in Inguschetien) – Grosny wurde jedoch während der Tschetschenienkriege in den 1990er-Jahren zerstört und abgebaut.

## Persönlichkeiten
- Umar Salamow (* 1994), Boxer